# Austrolimnophila munifica
Austrolimnophila munifica là một loài ruồi trong họ Limoniidae. Chúng phân bố ở miền Australasia.